# Unmatched (társasjáték)
Az Unmatched egy táblás társasjáték, amelyet a Restoration Games és a néhai Mondo Tees adott ki, amelyben 2-4 játékos miniatűrök és kártyák kombinációjával egymás ellen harcol. A játszható karakterek a mitológiából és a popkultúrából származnak, mint például Robin Hood, Artúr király, Buffy, a vámpírok réme vagy éppen Sherlock Holmes. A játék eredetileg 2019-ben jelent meg.

## Fejlesztés
Az Unmatched a régi és elfogyott társasjátékok frissítéséről és újratervezéséről ismert Restoration Games és a filmplakátokról, pólókról és egyéb gyűjthető tárgyakról ismert Mondo Tees együttműködéseként jött létre. A játék a Milton Bradley féle Star Wars Epic Duels és a Fantasy Flight Games Tannhäuser elfogyott játékain alapul. Minden hőshöz tartozik egy miniatűr figura, valamint egy egyedi pakli. A játék először 2019 augusztusában volt elérhető a Gen Conon, ahol az összes példány el is fogyott. Az első három Unmatched készlet 2019 szeptemberében jelent meg a kiskereskedelmi üzletekben.

## Játékmenet
A játék megkezdése előtt a játékosok választanak egy hőst és egy játéktáblát. Az egyes kiadásokban megtalálható harcosok és játéktáblák szabadon felcserélhetők. A játék körökre osztott. A játékosok a saját körükben különféle akciókat hajthatnak végbe, ami lapok kijátszásából, a harcosok mozgásából, az ellenfél harcosainak megtámadásából áll. Egy játékos akkor nyer, ha az ellenfél hősének életerőpontja nullára csökken. A játék hivatalosan egy az egy ellen, vagy kettő a kettő ellen játszható, de nincs akadálya három vagy négy fős aréna típusú játszmáknak sem. A legtöbb hősnek van segítője is. A segítők egyszerű műanyag jelölők, melyek ugyan úgy tudnak mozogni, támadni és védekezni a táblán, mint a hősök. A pakliban az egyes kártyákat csak a hős esetén, másokat csak a segítő esetén lehet használni, de a legtöbb kártya bármelyik harcos esetén használható. A harcosok lehetnek közelharcosok, vagy távolságiak. A játéktáblákon többféle zóna van, melyeket az egyes mezők színei határoznak meg. Bizonyos mezők több színből állnak, így egyszerre több zónához is tartoznak. A zónáknak és a mezőknek a támadás során, illetve bizonyos lapok esetén van jelentősége. A szomszédos mezőkön álló harcosokat bármelyik harcos meg tudja támadni, de a távolsági harcosok ezen felül azokat is meg tudják támadni, akik ugyan abban a zónában vannak. Támadásnál meg kell nevezni, hogy melyik harcos, melyik másik harcost támadja, majd a játékosnak ki kell játszania egy támadókártyát fejjel lefelé. Ha a védekező játékos szeretne védekezni, akkor kijátszik egy védekezőkártyát fejjel lefelé. Ezután a támadó és védekező kártyákat megfordítják a játékosok. Ha a támadó kártya értéke magasabb, mint a védekezőé, akkor a támadó nyerte a harcot. A védekező harcos annyi életerőt veszít, amennyi a támadó és védekező lapok különbsége. Amennyiben a lapok értéke egyforma, vagy a védekező kártya értéke magasabb, akkor a védekező harcos nem veszít életerőpontot és a védekező játékos nyerte a harcot. Az egyes támadó és védekező lapoknak egyéb képességei is vannak, amik befolyásolhatják a harc kimenetelét vagy a harc lezárását.

## Kalandok
2023 márciusában bejelentették az első „Tales to Amaze” kalandkészletet, amelyben két gonosz (Mothman és Martian Invader) szerepel egy kooperatív játékkalandban, amely egy teljesen új játékmódot tesz lehetővé.

## Tartozékok
Az Unmatched játékoknak nincs "alapjátéka", így bármelyik két- vagy többkarakteres kiadás megvásárlása elégséges, hiszen ezek a kiadások tartalmaznak legalább egy játéktáblát. Mindegyik kiadás tartalmazza a hősökhöz tartozó kártyapaklit, a hősök miniatűr modelljeit, egy életjelölő tárcsát a hősnek, illetve amennyiben a hősnek van egy vagy több segítője, akkor a segítők műanyag jelölőit, valamint egy segítő esetén a hozzá tartozó életjelölő tárcsát is (ha több segítő van, akkor a segítők életereje mindig egy, így nem szükséges tárcsa hozzájuk). Ezen felül, ha a hősnek speciális képessége is van, amit játék közben jelölni kell, akkor azt is.

## Készletek
| Készlet neve                                                     | Kiadás dátuma           | Játszható hősök                                                   | Hősök száma | Játéktáblák száma | Magyar kiadás dátuma  |
| ---------------------------------------------------------------- | ----------------------- | ----------------------------------------------------------------- | ----------- | ----------------- | --------------------- |
| Legendák ligája - Első felvonás (Battle of Legends: Volume 1)    | 2019. 09.               | - Medúza - Szindbád - Alice - Artúr király                        | 4           | 2                 | 2020                  |
| Legendák ligája - Második felvonás (Battle of Legends: Volume 2) | 2022. 01.               | - Sun Wukong - Yennenga - Bloody Mary - Achilles                  | 4           | 1                 | 2022                  |
| Árny és Köd (Cobble & Fog)                                       | 2020. 07.               | - Sherlock Holmes - Jekyll & Hyde - A láthatatlan ember - Drakula | 4           | 2                 | 2021                  |
| Buffy, the vampire slayer                                        | 2020. 10.               | - Buffy - Willow - Angel - Spike                                  | 4           | 2                 | -                     |
| Titokzatos történetek (Tales to amaze)                           | 2023. 08.               | - Annie Christmas - Jill Trent - The Golden Bat - Nikola Tesla    | 4           | 2                 | 2023                  |
| Lenni vagy nem lenni (Slings & Arrows)                           | 2024. ? (előrendelhető) | - William Shakespeare - Titanie - Hamlet - The Wayward Sisters    | 4           | 1                 | 2024 nyár (tervezett) |
| Marvel's Redemption Row                                          | 2022. 04.               | - Luke Cage - Moon Knight - Ghost Rider                           | 3           | 1                 | -                     |
| Marvel's Hell’s Kitchen                                          | 2022. 04.               | - Daredevil - Elektra - Bullseye                                  | 3           | 1                 | -                     |
| Marvel's Teen Spirit                                             | 2023. 03.               | - Squirrel Girl - Ms. Marvel - Cloak and Dagger                   | 3           | 1                 | -                     |
| Marvel's For King and Country                                    | 2023. 04.               | - Black Widow - Black Panther - Winter Soldier                    | 3           | 1                 | -                     |
| Marvel's Brains and Brawn                                        | 2023. 06.               | - Spider-Man - Doctor Strange - She-Hulk                          | 3           | 1                 | -                     |
| Robin Hood vs. Bigfoot (Robin Hood vs. Bigfoot)                  | 2019. 10.               | - Robin Hood - Bigfoot                                            | 2           | 2                 | 2020                  |
| Jurassic Park: Ingen vs. Raptors                                 | 2020. 04.               | - Robert Muldoon - Velociraptors                                  | 2           | 1                 | -                     |
| Jurassic Park: Dr. Ellie Sattler vs. T.Rex                       | 2022. 05.               | - Dr. Sattler - T.Rex                                             | 2           | 1                 | -                     |
| Piroska vs. Beowolf (Little Red Riding Hood vs. Beowolf)         | 2020. 12.               | - Piroska - Beowolf                                               | 2           | 1                 | 2021                  |
| Houdini vs. A dzsinn (Houdini vs The Genie)                      | 2022. 12.               | - Houdini - A dzsinn                                              | 2           | 1                 | 2023                  |
| A felkelő nap (Sun's Origin)                                     | 2024. 01.               | - Oda Nobunaga - Tomoe Gozen                                      | 2           | ?                 | 2024 nyár (tervezett) |
| Bruce Lee                                                        | 2019. 10.               | - Bruce Lee                                                       | 1           | 0                 | -                     |
| Deadpool                                                         | 2021. 07.               | - Deadpool                                                        | 1           | 0                 | -                     |

## A játék fogadtatása
Az Unmatched dicséretet kapott könnyen megtanulható szabályaiért és grafikai tervezéséért. Charlie Hall azt írta a Polygonnak, hogy "a játékot a művészet és a dizájn minősége és kohéziója teszi igazán megkülönböztethetővé". Matthew Smail, a Big Boss Battle-től úgy írta le az Unmatchedet, mint "kiválóan elkészített játékot, mind a gyártás, mind a mechanika szempontjából, amiből az utóbbi még fontosabb". Az IGN munkatársa, Matt Thrower azt írta, hogy "Az Unmatched sorozat minden díszlete egy mesterkurzus abban a művészetben, amiben nagyon kevéssel sokat lehet csinálni", és azt is megjegyezte, hogy a meccsek ismétlődőnek tűnhetnek több meccs után is.

## Magyar nyelvű kiadás
Magyar nyelven a Reflexshop Kft. adta ki.[forrás?][mikor?]

## Fordítás
Ez a szócikk részben vagy egészben  az   Unmatched (board game) című angol Wikipédia-szócikk ezen változatának fordításán alapul.  Az eredeti cikk szerkesztőit annak laptörténete sorolja fel. Ez a jelzés csupán a megfogalmazás eredetét és a szerzői jogokat jelzi, nem szolgál a cikkben szereplő információk forrásmegjelöléseként.